# Даляньский медицинский университет
Даляньский медицинский университет (англ. Dalian Medical University, кит. 大连医科大学) — университет в городе Далянь, провинция Ляонин, КНР. Находится в ведении провинциального правительства. Был основан в 1947 году в южной части города. В открытии вуза принимал участие Мао Цзэдун.

## История
- 1947 год, основана как Медицинская школа Канто.
- В 1949 году Школа объединилась с Даляньским университетом, образовав Медицинскую школу Даляньского университета.
- В 1950 году Даляньский университет прекратил свое существование, медицинская школа Даляньского университета стала независимой.
- В 1969 году университет переехал в город Цзуньи, провинция Гуйчжоу, и стал наименоваться Медицинской школой Цзуньи.
- В 1978 году Вернулся в Далянь и стал Даляньской медицинской школой.
- В 1994 году переименован в Даляньский медицинский университет.

В октябре 2007 года, университет переехал в новый кампус в районе Люйшунькоу, который отделен от кампуса Даляньского университета иностранных языков южной дорогой Люйшунь.

## Внешние ссылки
- Официальный сайт Даляньского медицинского университета
- Даляньский медицинский университет, подача заявки